# アワコバイモ
アワコバイモ（阿波小貝母、学名：Fritillaria muraiana）は、ユリ科バイモ属の小型の多年草。

## 特徴
根は多数あり、白色。地下の鱗茎は径6-13mmで白色の球形になり、2個のほぼ半球形になる鱗片からなる。茎は高さは10-30cmになり、細く、直立する。葉は狭披針形から線形で5個あり、下部では2個対生し、長さ35-85mm、幅5-13mm、上部では3輪生し、長さ30-75mm、幅2-8mmになる。葉は緑色であるが、しばしば暗赤紫色になり、花後に緑色になる。
花期は3-4月。花はつねに1個で、広鐘形で角張り、長さ12-20mm、径13-15mm、茎の先端に長さ5-15mmの花柄が曲がって斜め下向きにつく。花被片は6個あり、線状長楕円形から長楕円形で、長さ12-20mm、幅4-8mm、基部の4分の1から5分の2あたりに「肩」と呼ばれる張り出しがあり、先端は円形、全縁になり、花被片間に隙間があることが多い。花被片の外面に暗紫色の斑点模様があり、花被片内側の肩部分から先端に向かう蜜腺があり、緑褐色で、長さ4-10mmになる。雄蕊は6個あり、長さ3-6mm、葯は淡紫色から赤紫色になり、長さ5-8mm、花糸に小突起はない。雌蕊は長さ10-15mm、花柱は白色まれに淡紫色、小突起はなく、柱頭は深く3中裂する。果実は蒴果で長さ10-28mm、径8-12mm、種子は長さ約2mm、幅約2mmになる。6月には地上部は枯れる。染色体数2n=24。

## 分布と生育環境
日本固有種。四国の香川県、徳島県、愛媛県、高知県に分布し、山地の落葉樹林の林床、林縁に生育する。まれに見られる植物である。

## 名前の由来
和名アワコバイモは、「阿波小貝母」の意で、阿波（徳島県）産のコバイモの意味、徳島県の高越山産の標本をもとに、植物学者の大井次三郎が命名した。
種小名（種形容語）muraiana は、この植物の発見者であり、タイプ標本の採集者である村井貞固（むらい さだかた、1885 – 1962）への献名である。村井は、山形県出身で、当時、徳島県立農業学校（現在の徳島県立城西高等学校）の教諭であった。

## 分類
本州の東海地方西部、北陸地方西部から中国地方東部に分布するミノコバイモ Fritillaria japonica によく似ていて、花の形状や色などがそっくりである。しかし、ミノコバイモの葯は黄白色であるのに対し、本種の葯は淡紫色から赤紫色になる点が異なる。

## 種の保全状況評価
絶滅危惧II類 (VU)（環境省レッドリスト）
- 2000年レッドデータブックまでは絶滅危惧IB類(EN)に選定。

都道府県のレッドデータ、レッドリストの選定状況は次の通り。徳島県-絶滅危惧II類(VU)、香川県-絶滅危惧II類(VU)、愛媛県-絶滅危惧II類(VU)、高知県-絶滅危惧IB類(EN)。

## ギャラリー

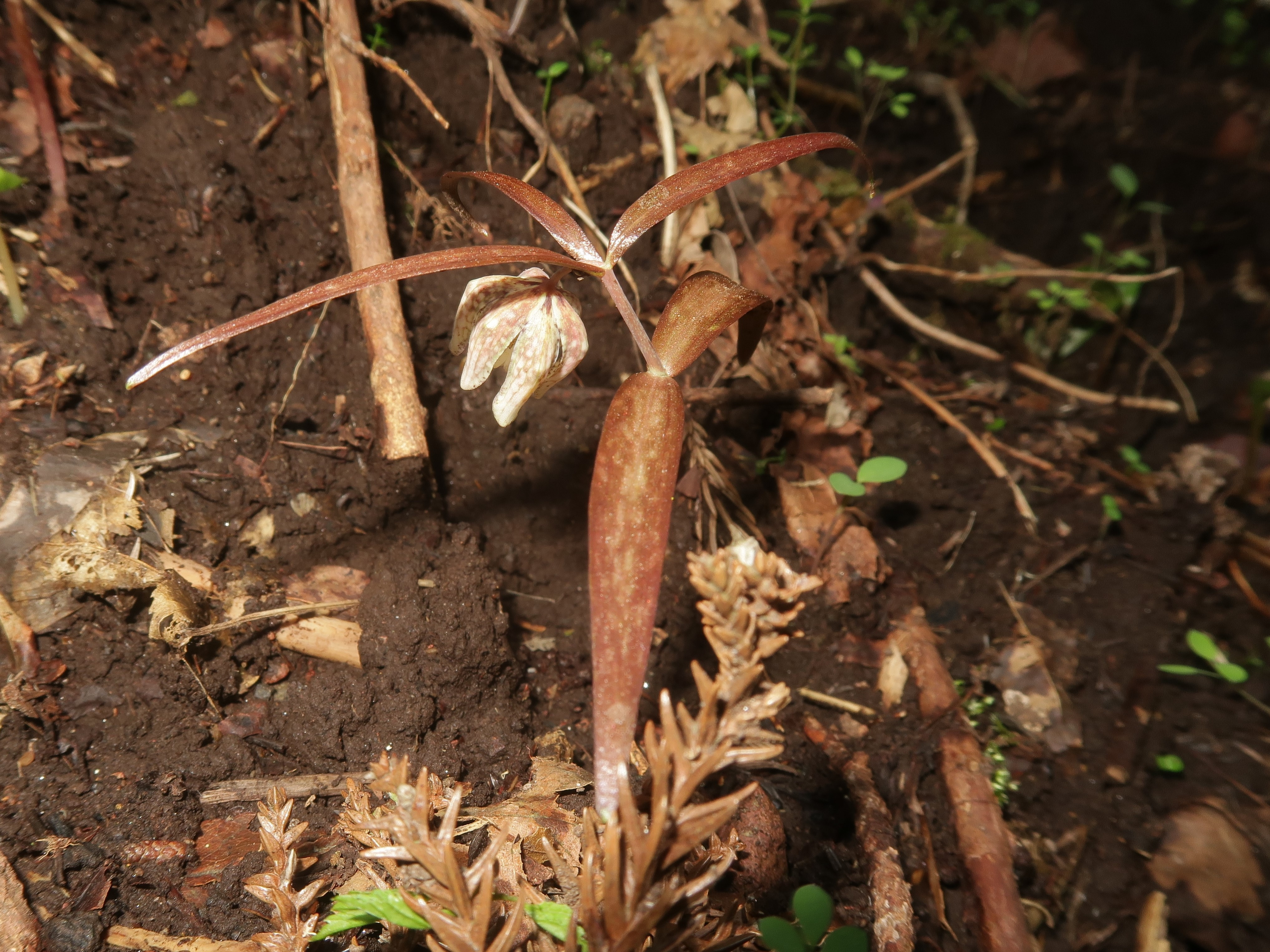
葉は花時に暗赤紫色になることがあり、花後に緑色になる。
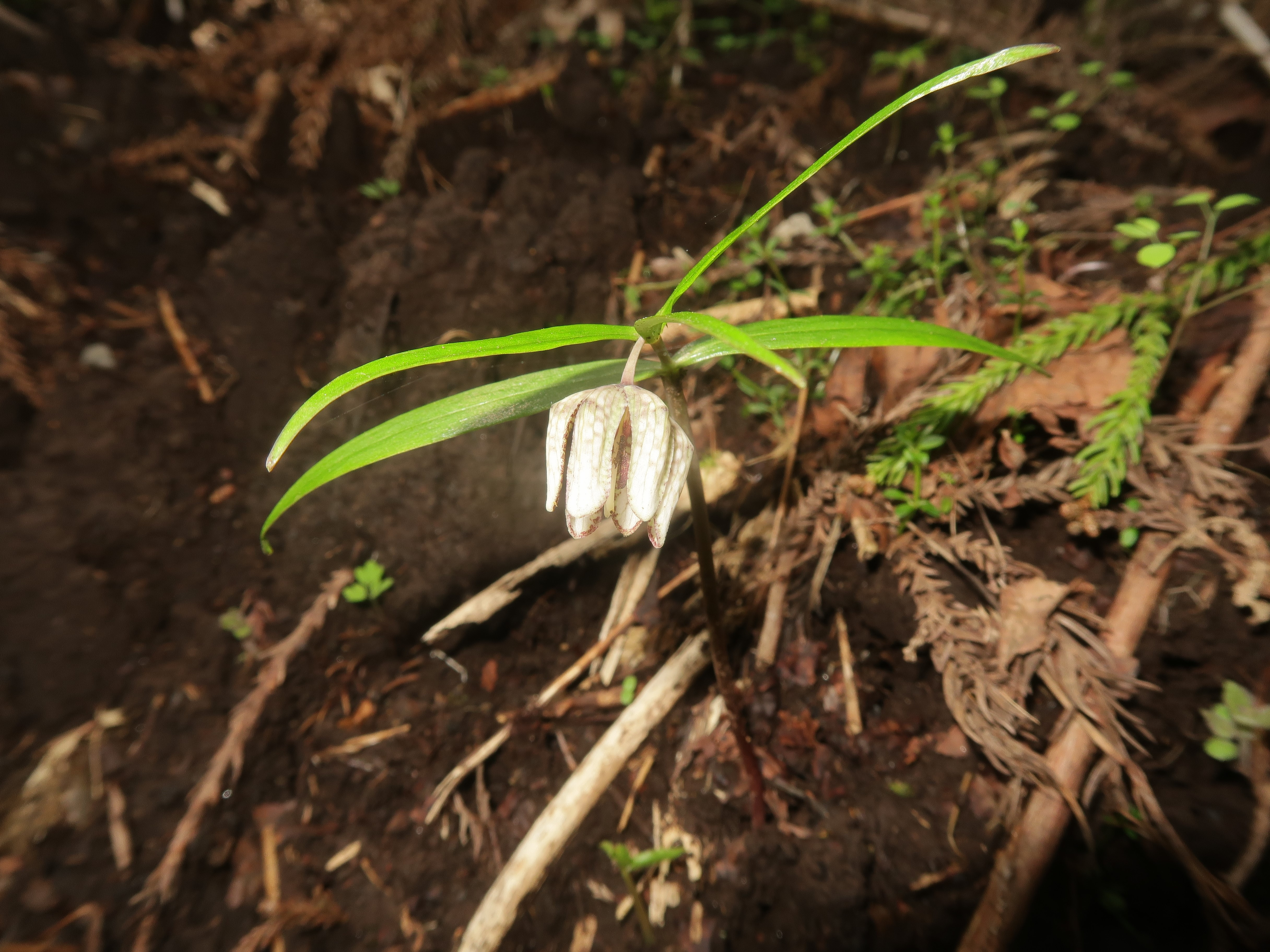
花の花被片間に隙間があることが多い。花被片基部の4分の1から5分の2あたりに「肩」と呼ばれる張り出しがある。
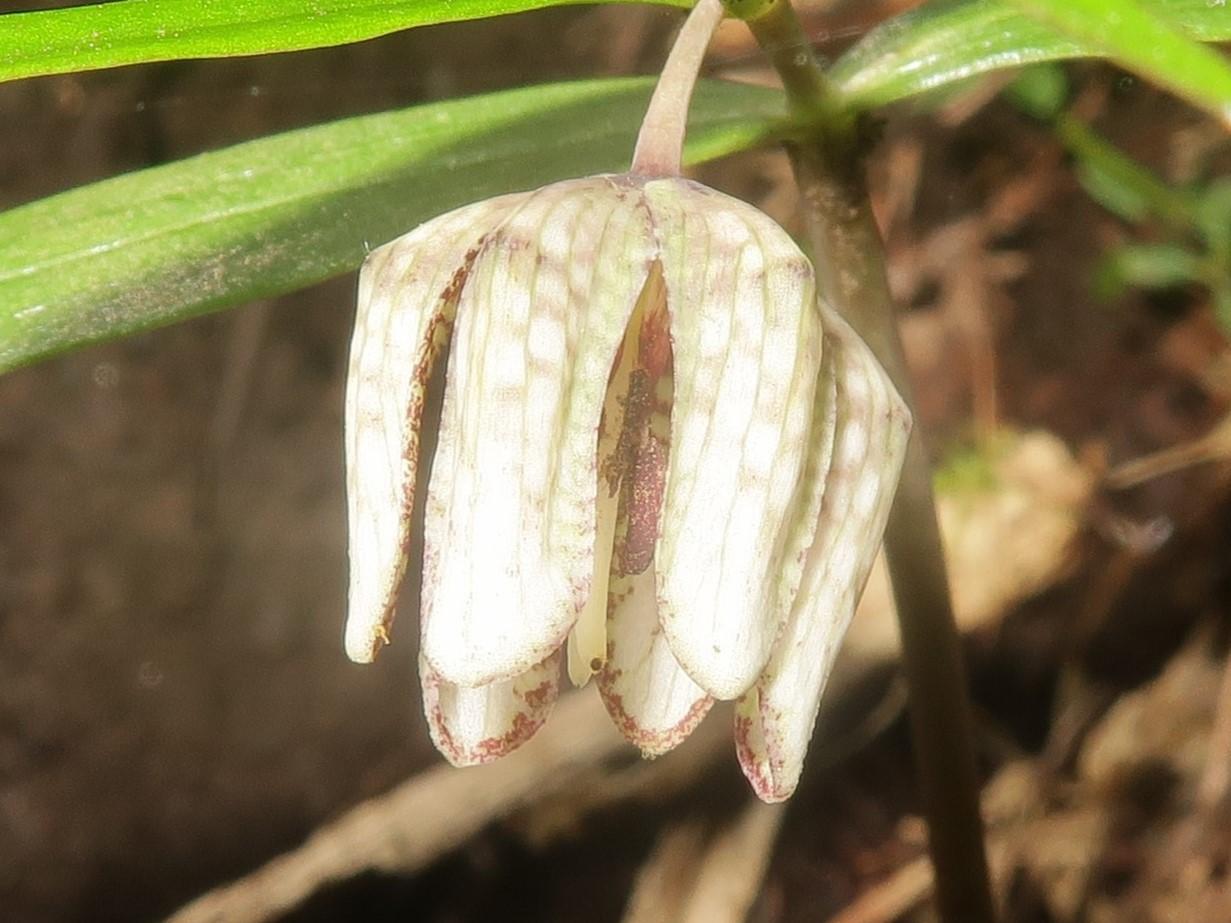
左の拡大。花被片間の隙間から紫色の葯が見える。
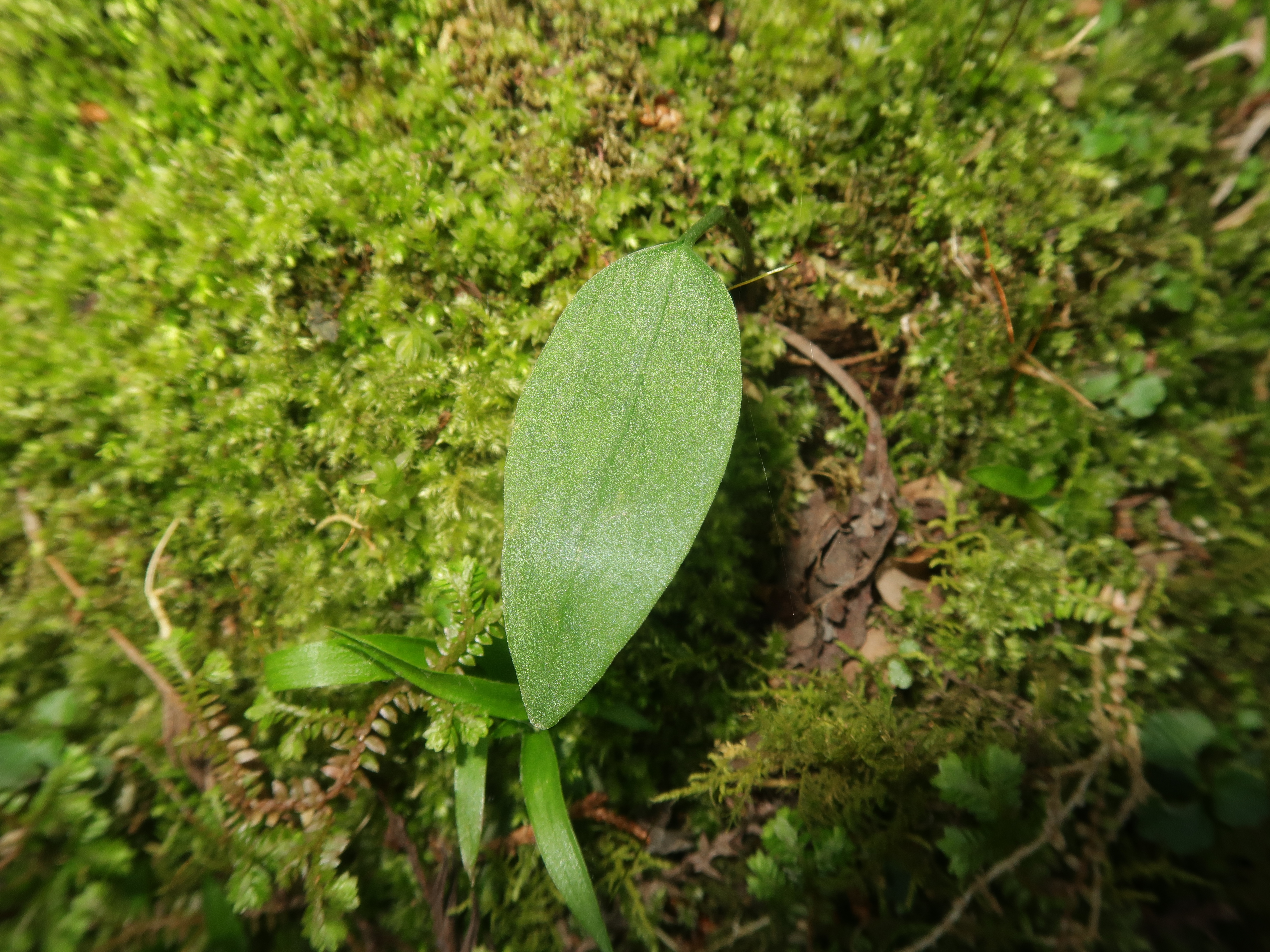
幼葉。

## トクシマコバイモ
トクシマコバイモ Fritillaria × tokushimensis Akasawa, Katayama et Naito (2005) – アワコバイモとトサコバイモ Fritillaria shikokiana との自然交雑種。花の形は両親種の中間型である筒形と鐘形の中間であるが、花形に変異が大きく、時としてアワコバイモに似た狭鐘形になったり、あるいはトサコバイモに似た広筒形になる。開花時、葉は暗赤紫色になることがある。雑種名の形容語 tokushimensis は、「徳島産の」の意味で、この植物の発見地が徳島県であったことから命名された。和名も同様である。命名者は、元高知女子大学教授の赤澤時之、元高校教諭の片山泰雄および植物研究家の内藤登喜夫である。分布地は徳島県と高知県である。国（環境省）でのレッドデータブック、レッドデータリストでの選定はないが、徳島県では絶滅危惧IB類(EN)に選定されている。

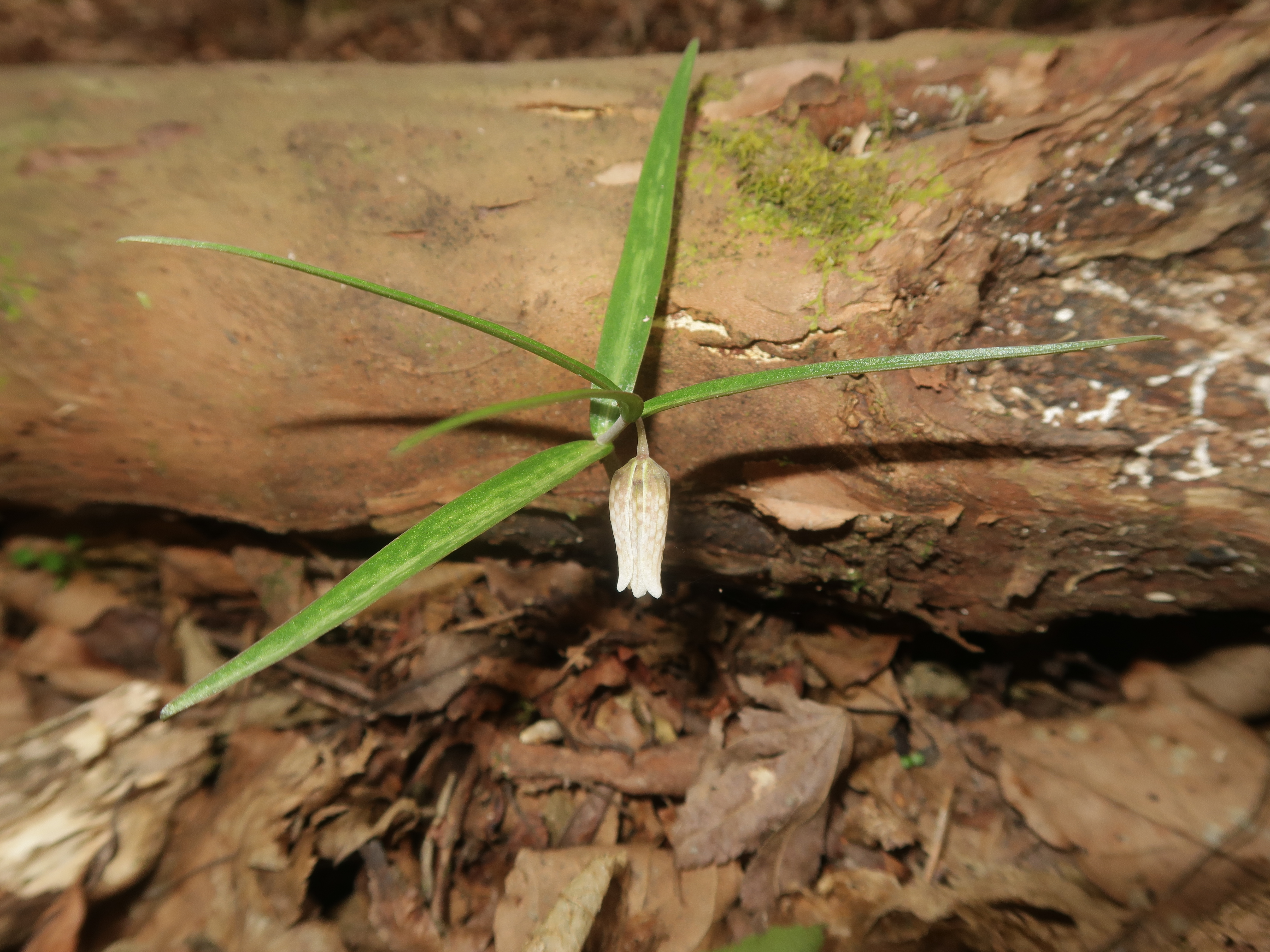
徳島県名東郡 2024年4月中旬。トサコバイモに近い広筒形のもの。
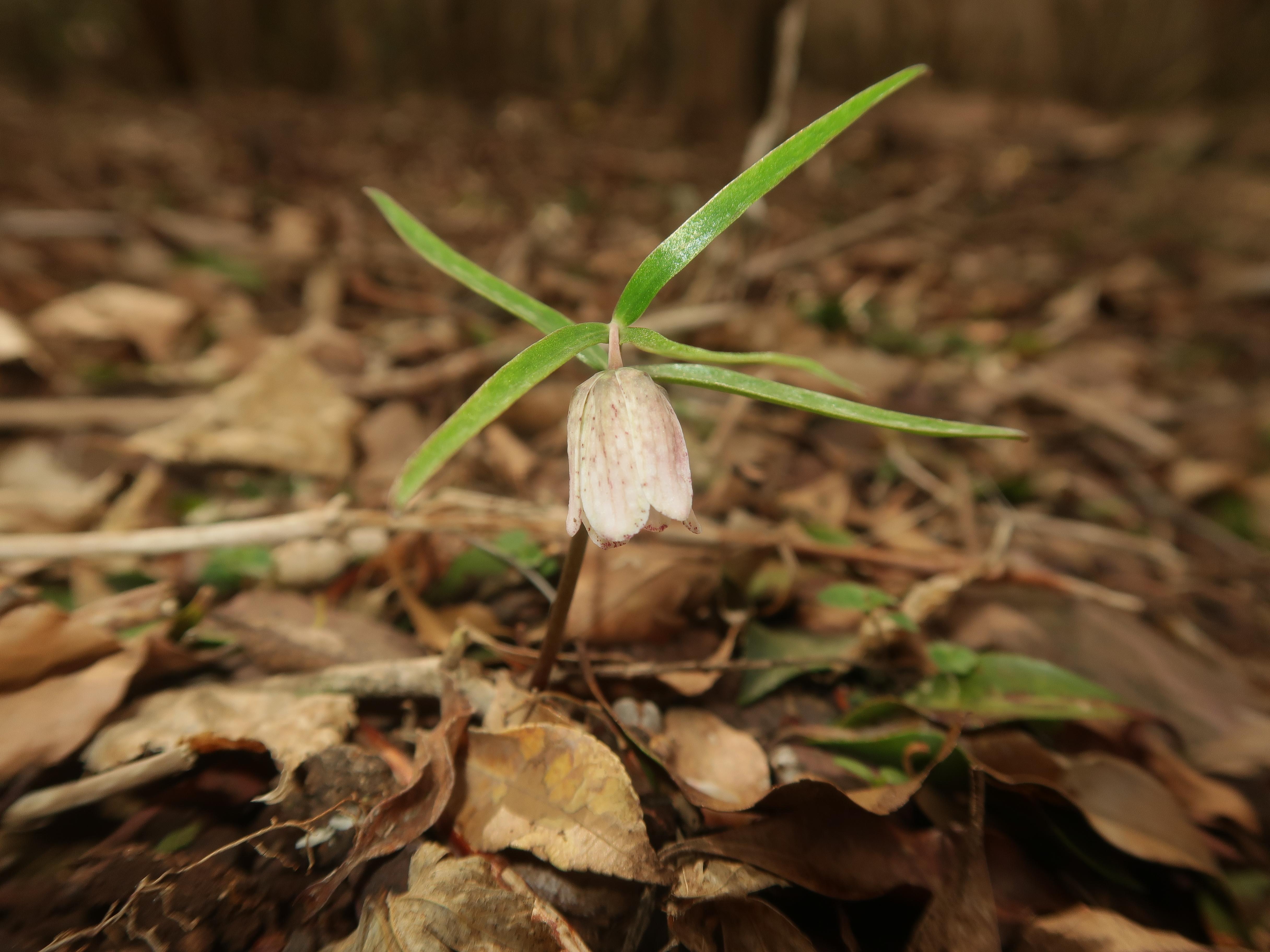
アワコバイモに近い狭鐘形のもの。
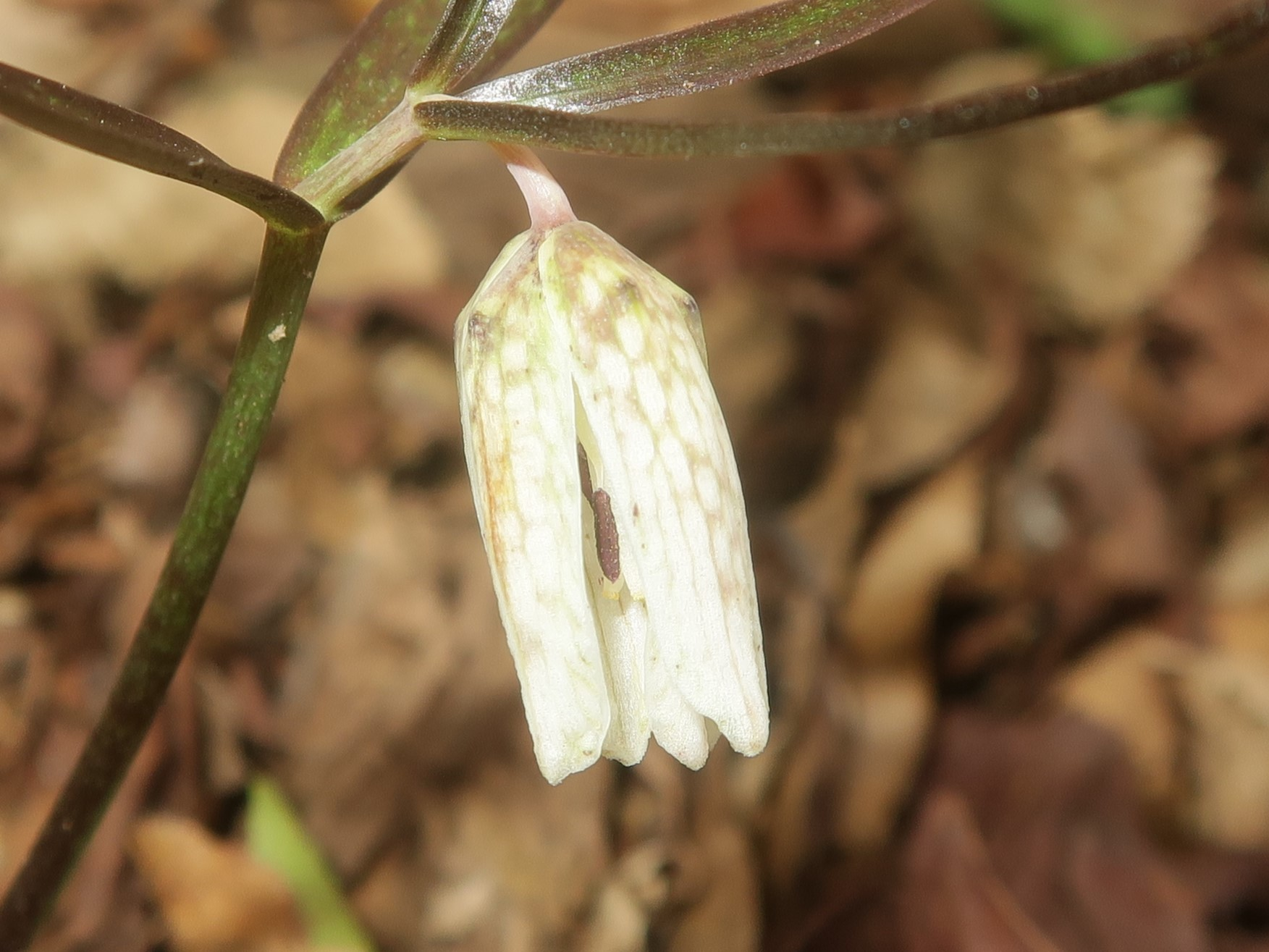
葯は紫色。
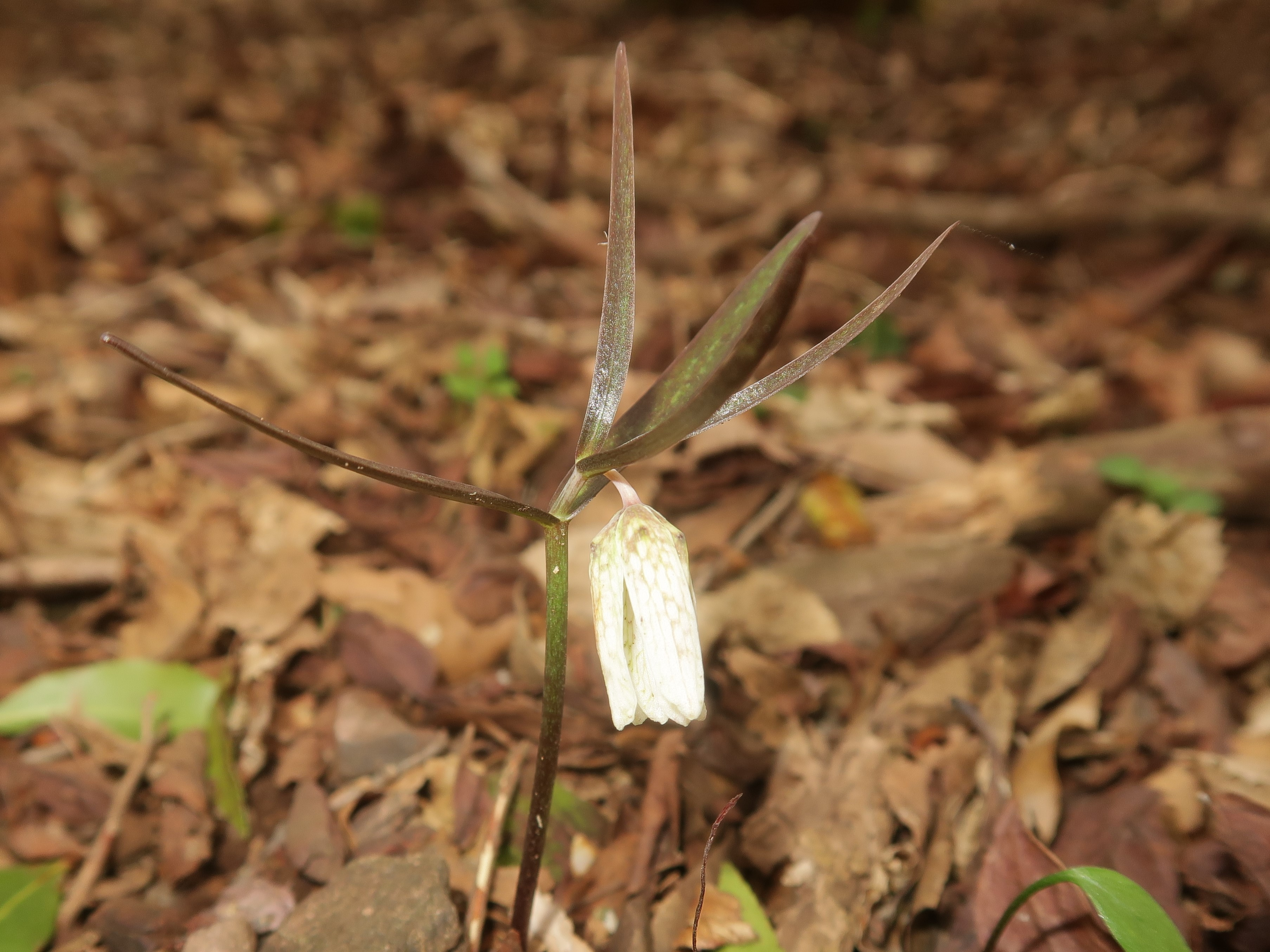
開花時、葉が暗赤紫色になる個体。